# Museu Comarcal de Manresa
Ell Museu Comarcal de Manresa és un museu pluridisciplinari inaugurat l'1 de setembre de 1896 a Manresa. Ocupa els edificis l'antic Col·legi de Sant Ignasi de Loyola. És una obra declarada bé cultural d'interès nacional des del 1962.

## Edifici
Declarat Ben Natural d'interès Nacional (BCIN). L'antic col·legi de Sant Ignasi és un gran edifici de planta quadrangular construït entorn d'un ampli claustre central d'aire neoclàssic. Va ser edificat per l'orde jesuïta, a mitjan segle xviii al voltant de l'hospital medieval de Santa Lúcia. Durant molts anys va ser una escola. Des de 1835, el museu és de titularitat municipal.
El col·legi dels Jesuïtes va ser ampliat al segle xix i el col·legi de Sant Ignasi va ser liderat per la Companyia de Jesús fins a l'any 1892, com a centre educatiu mig especialitzat en estudis humanístics.
Les façanes de l'edifici ressalten per l'arquitectura sòbria i senzilla. Les mateixes que demostren obertures irregulars a l'entorn de la façana. Aquesta forma trenca amb la monotonia del mur de pedra. Entre els carrers que custodien aquest recinte, tenim el carrer Viladordis, on se situa el portal barroc de pedra arenosa, que dona amb l'entrada a l'edifici original del segle xviii. A l'interior d'aquest edifici, es conserva l'escala original in situ , com a part de la primera construcció, la mateixa que està visible per als visitants.
A l'inici del segle xx, el col·legi de Sant Ignasi constava de dos blocs arquitectònics: L'antic Hospital i el primer col·legi amb les capelles Santa Llúcia i el Rapte, a més del nou col·legi amb l'església de Sant Ignasi. Quan la Guerra Civil Espanyola va començar el 1936, els integrants locals van ordenar l’enderrocament de totes les esglésies de Manresa. Durant aquest període, les brigades de treballadors van destruir l'Església de Sant Ignasi amb tots els edificis adjacents i els edificis de l'antic hospital, inclosa la capella del Rapte. El nou col·legi va patir danys en la infraestructura durant el bombardeig de 1938, i va servir com a caserna, refugi i presó. D'aquell fatídic accident es conserven les ales del claustre, però part de la pèrdua de l'església de Sant Ignasi va modificar el disseny original del segle xviii.
La guerra Civil va marcar un abans i un després, per la qual cosa, els jesuïtes amb la voluntat de reorganitzar l'espai, van prendre la iniciativa de reconstruir l'Església de Santa Llúcia i la sala adjacent de l'hospital, on es va produir el Rapte.
Arran del projecte de rehabilitació integral de l'antic col·legi el 2017, la part dedicada al Museu del Barroc de Catalunya, que es duen a terme, ha estat redissenyada per l'arquitecte David Closes.

## Descripció
Actualment es troba a l'antic Col·legi de Sant Ignasi. L'edifici és un gran casal quadrangular amb pati central, neoclàssic. Planta baixa i tres pisos a la Via de Sant Ignasi i al carrer Vidal i Barraquer, i planta baixa i pis al carrer Viladordis. Les façanes són planes, amb ritme d'obertures diferents a cadascuna, irregulars, en destaca la sobrietat i senzillesa.
Té un portal barroc de pedra arenisca, motllurat, al carrer Viladordis. L'interior presenta una escala d'accés a les sales, organitzades al voltant del claustre porticat amb arcs en planta baixa. Els elements decoratius són de caràcter constructius, portal del carrer Viladordis i galeria de finestres del pis superior de la Via de Sant Ignasi.
Va ser un edifici utilitzat pel col·legi de Sant Ignasi dels jesuïtes fins al 1892.

### Espai Viladomat
El 4 de desembre de 2014 es va inaugurar un espai dedicat a Antoni Viladomat i Manalt, (Barcelona, 1678-1755), gràcies al dipòsit de 12 d'obres cedides pel Museu Nacional d'Art de Catalunya. El dipòsit d'aquest important conjunt d'obres d'Antoni Viladomat és fruit de la col·laboració entre els dos centres i és el punt de partida per realitzar futures activitats conjuntes de difusió del patrimoni entre els dos museus integrats a la Xarxa de Museus d'Art de Catalunya, posada en funcionament a l'octubre del mateix any.
L'any 2024 el fons d'art barroc del museu es va incorporar al Museu del Barroc de Catalunya, mentre que la resta de sales del museu romanent tancades i es troben en procés de rehabilitació.

## La col·lecció[calcitació]
El Museu de Manresa compta amb una extensa i multidisciplinaria col·lecció. A causa del projecte de rehabilitació del 2017, actualment només disposa d'una sala d'exposició titulada "Museu Petit, Petit Museu" situada en la planta baixa. Quant a la col·lecció d'art barroc, les millors obres s'exposaen al nou Museu del Barroc de Catalunya, situat a la primera planta.
Algunes de les col·leccions més destacades del Museu de Manresa actualment exposades són: una part de la col·lecció de ceràmica decorada en verd i manganès del segle xiv, trobada al voltant de l'església del Carme; així mateix, una bona mostra arqueològica d'objectes des del Neolític; algunes peces religioses del segle x al segle xvi; l'auca de la Llum (1953-1959) de Joan Vilanova Roset i els Gegants Vells manresans amb més de 100 anys d'història.
A més, encara que no està exposada actualment, el museu té un fons del pintor i escenògraf manresà, Josep Mestres i Cabanes, gravats i pintures d' Alfred Figueras, pintures de Josep Dalmau i Rafel, entre moltes altres.
El Museu compta també amb un mòdul multisensorial anomenat "La Mirada Tàctil", un espai d'interpretació tàctil adreçat a tothom però especialment adaptat i dissenyat per aquells visitants que presenten alguns tipus de dificultats visuals, ceguesa o mobilitat reduïda.
Per altra banda, l'espai Memòries és un projecte d'art i història per la recuperació de la memòria democràtica i la reflexió sobre el segle xx. Té com a singularitat que incorpora la creació artística contemporània com a element diferencial en el procés de recerca i reflexió, amb la participació d'especialistes de diferents disciplines. Neix amb la voluntat de generar un marc innovador i interdisciplinari per a la producció cultural. Preveu la programació d'activitats i exposicions amb la finalitat de generar processos de participació i col·laboració innovadors amb els usuaris, que no es consideren només visitants sinó agents actius en les propostes. Aquest espai de creació es planteja com un projecte cultural singular i de proximitat amb la ciutadania per implicar-la en la promoció dels valors de la pau, la llibertat i la democràcia.